# إد فولرتون
إد فولرتون (بالإنجليزية: Ed Fullerton)‏ هو لاعب كرة قدم أمريكية أمريكي، ولد في 7 أبريل 1931 في بيتسبرغ في الولايات المتحدة، وتوفي في 28 مايو 2015 في McCandless, Pennsylvania ‏ في الولايات المتحدة.

## وصلات خارجية
- إد فولرتون على موقع مرجع كرة القدم المحترفة.كوم (الإنجليزية)